# Bandiera delle Seychelles
La bandiera delle Seychelles è stata adottata il 18 giugno 1996. La bandiera è composta da cinque bande oblique convergenti nell'angolo inferiore sinistro, che simboleggiano una nazione giovane che si muove nel futuro. Il blu rappresenta il cielo e il mare che circonda le Seychelles. Il giallo è per il sole che dona luce e vita, il rosso simboleggia il popolo e la sua determinazione a lavorare per il futuro in unione ed amore, il bianco rappresenta la giustizia sociale e l'armonia e il verde rappresenta la terra e l'ambiente naturale.

## Bandiere storiche

### Bandiere coloniali

Bandiera della Colonia britannica delle Seychelles (1903-1961)
Bandiera della Colonia britannica delle Seychelles (1961-1976)
Stendardo del Governatore delle Seychelles (1903-1961)
Stendardo del Governatore delle Seychelles (1961-1976)

### Prima bandiera
La prima bandiera fu adottata subito dopo l'indipendenza del Paese il 29 giugno 1976. Aveva dei triangoli blu e rossi alternati, separati da una croce bianca diagonale.

Prima bandiera dopo l'indipendenza (1976-1977)
Primo stendardo presidenziale dopo l'indipendenza (1976-1977)

### Seconda bandiera
Il disegno della bandiera precedente era simile a quello del Partito unito del popolo delle Seychelles, che organizzò la rivoluzione. La striscia rossa superiore, la più larga, simboleggiava la rivoluzione e il progresso, mentre la striscia verde inferiore l'importanza dell'agricoltura. La striscia ondulata bianca che le delimitava rappresentava invece le risorse dell'Oceano Indiano e le spiagge delle isole. Fino al 1996, quindi, la bandiera delle Seychelles divenne, assieme a quella di Kiribati e a quella del Territorio Britannico dell'Oceano Indiano, l'unica bandiera nazionale a possedere una striscia ondulata anziché diritta.

La precedente bandiera delle Seychelles (1977-1996)
Il precedente stendardo presidenziale (1977-1996)